# رينان أوليفيرا
رينان أوليفيرا (بالبرتغالية: Renan Oliveira‏) هو لاعب كرة قدم برازيلي في مركز الوسط، ولد في 29 ديسمبر 1989 في إيتابيرا في البرازيل. شارك مع منتخب البرازيل تحت 20 سنة لكرة القدم. أما مع النوادي، فقد لعب مع أتلتيكو مينيرو وسبورت ريسيفي ونادي أفاي لكرة القدم ونادي غوياس ونادي فيتوريا ونادي كوريتيبا ونادي ناوتيكو.

## وصلات خارجية
- رينان أوليفيرا على موقع الاتحاد الأوربي (الإنجليزية)
- رينان أوليفيرا على موقع إي إس بي إن إف سي (الإنجليزية)
- رينان أوليفيرا على موقع قاعدة بيانات كرة القدم.إي يو (الإنجليزية)
- رينان أوليفيرا على موقع Soccerway.com (الإنجليزية)
- رينان أوليفيرا على موقع عالم كرة القدم.نت (الإنجليزية)